# Мэнсфилд, Кэтрин
Кэ́трин Мэ́нсфилд (англ. Katherine Mansfield, собственно Кэ́тлин Би́чем, англ. Kathleen Beauchamp; 14 октября 1888[…], Веллингтон — 9 января 1923[…], Авон) — новозеландская и английская писательница-новеллистка.

## Биография
Кэтрин Мэнсфилд родилась в 1888 году в семье новозеландского банкира. Её отец Гарольд Бичем (англ. Harold Beauchamp) был председателем правления Банка Новой Зеландии (англ. Bank of New Zealand), ему был присвоен рыцарский титул. 
В 1893 году семья переехала в Карори (англ. Karori), где будущая писательница и провела лучшие дни своего детства. Об этом времени она вспоминала как о счастливейшем. Воспоминания позднее вдохновили её на написание рассказа «Прелюдия» (англ. Prelude, 1918). В 1902 году Кэтрин переехала в Лондон, где училась в Королевском колледже (Queen’s College) с 1902 по 1906 год.
После завершения обучения в Англии она в 1906 году вернулась домой в Новую Зеландию. После возвращения начала писать новеллы. Кэтрин хотела стать профессиональной виолончелисткой, но не осмелилась нарушить запрет отца и поступила в Веллингтонский технический колледж. Заскучав от образа жизни провинциальной Новой Зеландии, она вернулась в 1908 году в Лондон. В Лондоне она быстро перешла к богемному образу жизни, которым жили многие писатели и художники той эпохи. С небольшим количеством денег она вышла замуж за Джорджа Боудена и оставила его этим же вечером. Примерно в то же время она забеременела от семейного друга из Новой Зеландии (Гарнет Троуэлл, профессиональный виолончелист), и её мать отправила девушку в Баварию. В её разрыве с мужем мать винила, помимо всего прочего, близкую подругу и любовницу Иду Бейкер (англ. Ida Baker), писательницу, известную как Лесли Мур (англ. Lesley Moore). Удручённая недостаточным успехом сборника, Мэнсфилд предложила один легковесный рассказ новому авангардному журналу «Ритм» (Rythm). Рассказ был отклонён редактором и известным литературным критиком Джоном Миддлтоном Мерри, который потребовал что-нибудь более серьёзное. Мэнсфилд ответила рассказом «Женщина в магазине», историей об убийстве и душевной болезни, которую Мерри назвал «лучшим рассказом из тех, которые присылали в „Ритм“».
Её жизнь и работа изменились навсегда после смерти её брата, солдата, во время Первой мировой войны. Она была настолько шокирована этим событием и связанными с ним переживаниями, что её работа начала переходить в ностальгические воспоминания об их детстве в Новой Зеландии. В течение этих лет она подружилась с такими писателями, как Д. Лоуренс, Вирджиния Вулф, С. С. Котелянский, О. Хаксли. С. С. Котелянский привлёк её к литературной правке своих переводов классической и современной русской литературы.
Несмотря на то, что она продолжала писать между её первым и вторым сборниками («Прелюдия», 1918), она редко публиковала свои работы и впала в депрессию. Её здоровье ещё больше ухудшилось из-за почти смертельного приступа плеврита, когда она заболела туберкулёзом в 1917 году. Свои самые известные произведения она начала писать, борясь с болезнью после серьёзного внутреннего кровоизлияния.
В 1918 году она вышла замуж за Марри. Их отношения, начавшиеся в 1911 году, складывались не гладко: за этот период Кэтрин дважды от него уходила и имела любовные интриги. В начале 1917 года, после очередного разрыва, какое-то время Кэтрин жила с Идой Бейкер, которую она ласково называла своей «жёнушкой».
«Мисс Брилл» (Miss Brill) — рассказ о хрупкой женщине, живущей эфемерной жизнью наблюдения за окружающим миром и простыми радостями в Париже, сделал Мэнсфилд одним из выдающихся писателей эпохи модернизма после публикации этого рассказа в 1920 году в сборнике «Блаженство» (Bliss). Рассказ, по которому назван сборник, также получил одобрение критиков. Затем последовал сборник, получивший такие же похвалы — «Вечеринка в саду» (The Garden Party), опубликованный в 1922 году.
Мэнсфилд провела свои последние годы в поиске нетрадиционных методов лечения своего туберкулёза. В феврале 1922 года она консультировалась с русским лекарем Иваном Манухиным, которого привёл к ней переводчик С. С. Котелянский. Его «революционный» метод лечения, который заключался в бомбардировке рентгеновскими лучами её селезёнки, привел к тому, что у Мэнсфилд появились вспышки жара и онемение в ногах.
В октябре 1922 года Мэнсфилд приехала в «Институт гармонического развития человека», организованный Г. Гурджиевым в Фонтенбло (Франция). В Фонтенбло она продолжала писать, несмотря на своё стремительно ухудшающееся здоровье. После публикации ещё двух томов, одного с поэзией, другого с новеллами, у Мэнсфилд в январе 1923 года случилось лёгочное кровоизлияние, от которого она умерла. Похоронена на кладбище в городе Авон (Avon).
Мэнсфилд в последние годы проявила себя как плодотворная писательница, и многое из её прозы и поэзии к моменту смерти осталось неопубликованным. Марри взял на себя задачу редактирования и публикации её произведений.
Результатом его усилий стали ещё два тома новелл в 1923 году (Гнездо голубки — The Dove’s Nest) и в 1924 году (Что-то детское — Something Childish), сборник стихов «Алоэ» (The Aloe), сборник критических работ (Novels and Novelists).

## Творчество
Начала публиковаться в девятилетнем возрасте. Её первые опубликованные рассказы появились в журналах «High School Reporter» и «Wellington Girls' High School magazine», в 1898 и 1899 годах. На творчество Мэнсфилд большое влияние оказала проза Чехова, которого Мэнсфилд открыла для себя в 1909 году.
По её статьям Джон Миддлтон Марри редактировал «Журнал» (1927, ред. 1954 г.), а также опубликовал с аннотациями её письма к нему (1928, ред. 1951 г.). Сборник её писем редактировали Винсент О'Салливан и Маргарет Скотт (1984–2008); Скотт также редактировал записные книжки Мэнсфилд (1997).

## Произведения
- In a German Pension (1911)
- Prelude (1918)
- Bliss and Other Stories (1920)
- The Garden Party and Other Stories (1922)
- Poems (1923)
- The Dove’s Nest and Other Stories (1923, посмертно)
- Something Childish and Other Stories (1924, посмертно)
- The Journal (1927, полное издание — 1954)
- The Letters (2 vols, 1928—1929)
- The Notebooks (1997)

## Публикации на русском языке
- Рассказы. М.: Гослитиздат. Ленинградское отделение, 1958.
- Рассказы. М.: Книга, 1989
- Медовый месяц. М.: Б. С. Г.-Пресс, 2005
- Leves Amores// Короткая лесбийская проза. Тверь: Колонна Publications, 1999
- A cup of tea — короткая проза